# 白眉雀鹛
白眉雀鹛（学名：Fulvetta vinipectus），鸦雀科褐鹛属的一种鸟类，曾被归入画眉科雀鹛属，是海拔迁徙的候鸟，分布于缅甸、不丹、中国大陆、越南、印度和尼泊尔。该物种的保护状况被评为无危。
白眉雀鹛的平均体重约为12.0克。栖息地包括温带森林和温带疏灌丛。该物种的模式产地在尼泊尔。

## 亚种
- 白眉雀鹛西南亚种（学名：Fulvetta vinipectus bieti），是中国的特有物种。分布于四川、云南等地。该物种的模式产地在四川康定。[3]
- 白眉雀鹛藏南亚种（学名：Fulvetta vinipectus chumbiensis）。分布于尼泊尔、锡金、不丹以及中国大陆的西藏等地。该物种的模式产地在西藏亚东。[4]
- 白眉雀鹛滇西亚种（学名：Fulvetta vinipectus perstriata）。分布于缅甸以及中国大陆的云南、西藏等地。该物种的模式产地在云南西部中缅交界地的Chawngmawhka。[5]
- 白眉雀鹛指名亚种（学名：Fulvetta vinipectus vinipectus）。分布于尼泊尔以及中国大陆的西藏等地。该物种的模式产地在尼泊尔。[6]